# Bitwa pod Leplem (1919)

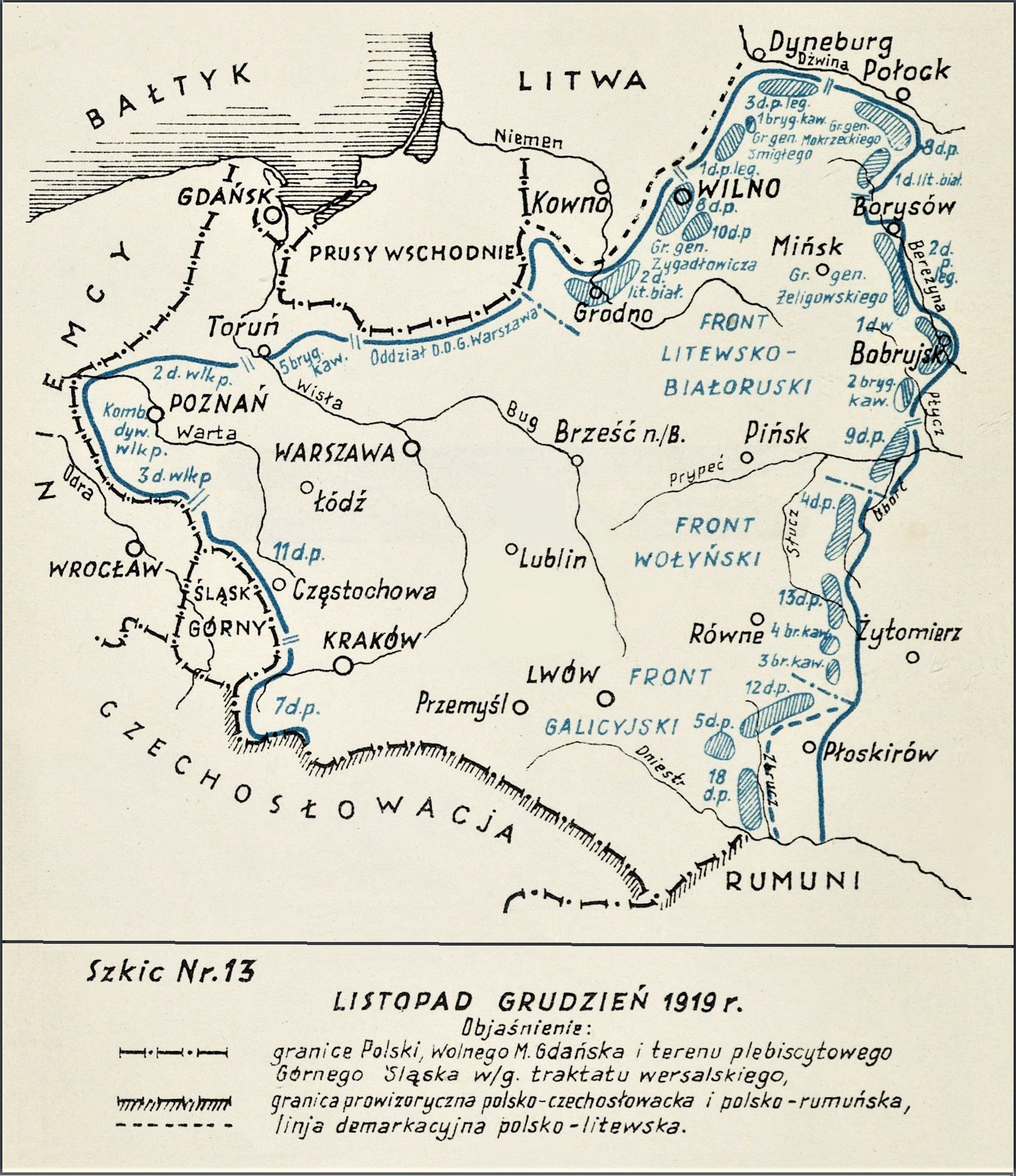
Adam Przybylski,
Wojna Polska 1918–1921

Bitwa pod Leplem – walki oddziałów polskich 8 Dywizji Piechoty gen. Stefana Mokrzeckiego i 1 Dywizji Litewsko-Białoruskiej gen. Józefa Lasockiego z oddziałami  Armii Czerwonej toczone w pierwszym roku wojny polsko-bolszewickiej.

## Geneza
Latem 1919 Wojsko Polskie realizowało szeroko zakrojoną operację zaczepną, której celem było opanowanie Mińska, Borysowa, Bobrujska i oparcie frontu o linię rzek Dźwiny i Berezyny. W jej wyniku na północy oddziały polskie na przełomie sierpnia i września dotarły do Dźwiny. Przeciwnik utrzymał jednak silne przedmościa pod Dyneburgiem, Krasławiem i Dryssą.
Dowódca Frontu Litewsko-Białoruskiego gen. Stanisław Szeptycki podzielił front nad Dźwiną na dwa odcinki. Odcinka wschodniego, osłaniającego kierunek z Połocka do Dzisny i biegnącego dalej wzdłuż Auty do jeziora Żado, broniła 8 Dywizja Piechoty gen. Stefana Mokrzeckiego.
Na północnym wschodzie dywizja graniczyła z 1 Dywizją Piechoty Legionów, na północnym zachodzie z 1 Brygadą Jazdy płk. Władysława Beliny-Prażmowskiego.

## Walczące wojska
| Jednostka                            | Dowódca                   | Podporządkowanie   |
| Wojsko Polskie                       |                           |                    |
| Front Litewsko-Białoruski            | gen. Stanisław Szeptycki  | NDWP               |
| ⇒ 8 Dywizja Piechoty                 | gen. Stefan Mokrzecki     | Front Lit. Biał.   |
| → 13 pułk piechoty                   | płk Bolesław Kraupa       | grupa płk. Kraupy  |
| → I/33 pułku piechoty                |                           | grupa płk. Kraupy  |
| ⇒ 1 Dywizja Lit.-Biał.               | gen. Józef Lasocki        | Front Lit. Biał.   |
| → Wileński pułk strzelców            | mjr Stanisław Bobiatyński | grupa płk. Bejnara |
| — I/wileńskiego ps                   | mjr Stanisław Bobiatyński | grupa płk. Bejnara |
| — II/wileńskiego ps                  | por. Jan Dąbrowski        | grupa płk. Bejnara |
| → Grodzieński pułk strzelców         | mjr. Kazimierz Rybicki    | grupa płk. Bejnara |
| batalion grodzieńskiego ps           | por. Jerzy Dąbrowski      |                    |
| → Miński pułk strzelców              | ppłk Bronisław Adamowicz  | grupa płk. Kraupy  |
| → 10 pułk artylerii polowej          |                           | grupa wsparcia     |
| → pluton 6/8 pułku artylerii polowej | por. Józef Derewojed      | grupa wsparcia     |
| Armia Czerwona                       |                           |                    |
| ⇒ 11 Dywizja Strzelców               |                           |                    |
| ⇒ 52 Dywizja Strzelców               |                           |                    |
| → 460, 462, 164, 463 pułk strzelców  |                           |                    |
| ⇒ 17 Dywizja Strzelców               |                           |                    |
| ⇒ 53 Dywizja Strzelców               |                           |                    |

## Walki pod Leplem
Walki w październiku 1919

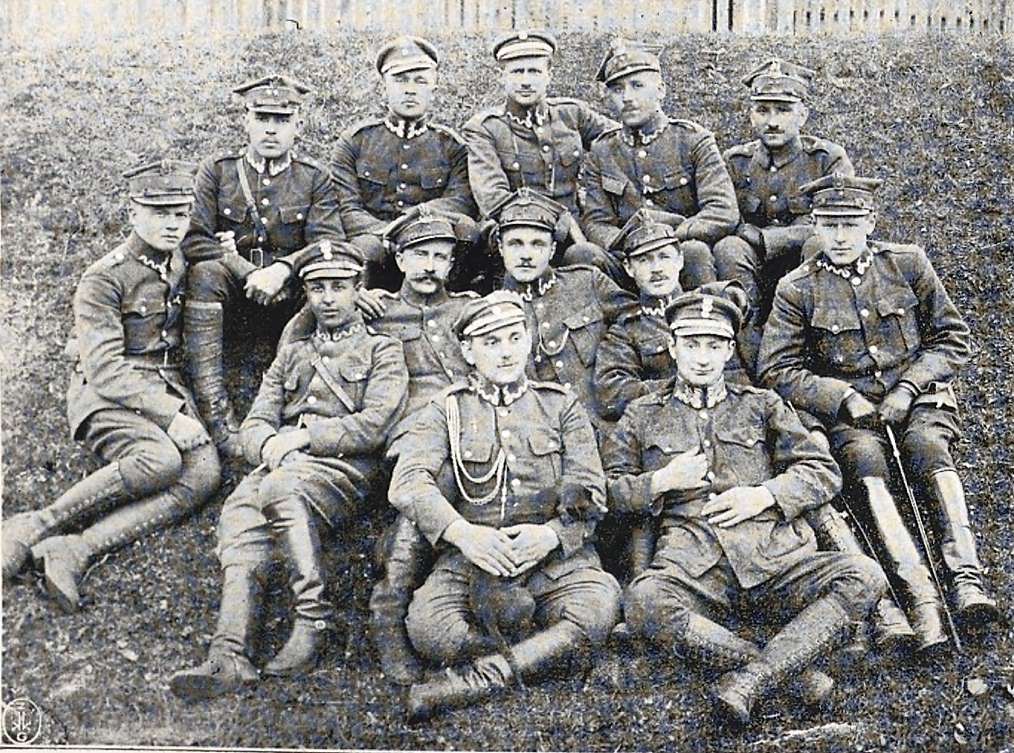
Oficerowie II batalionu Wileńskiego Pułku Strzelców w Leplu

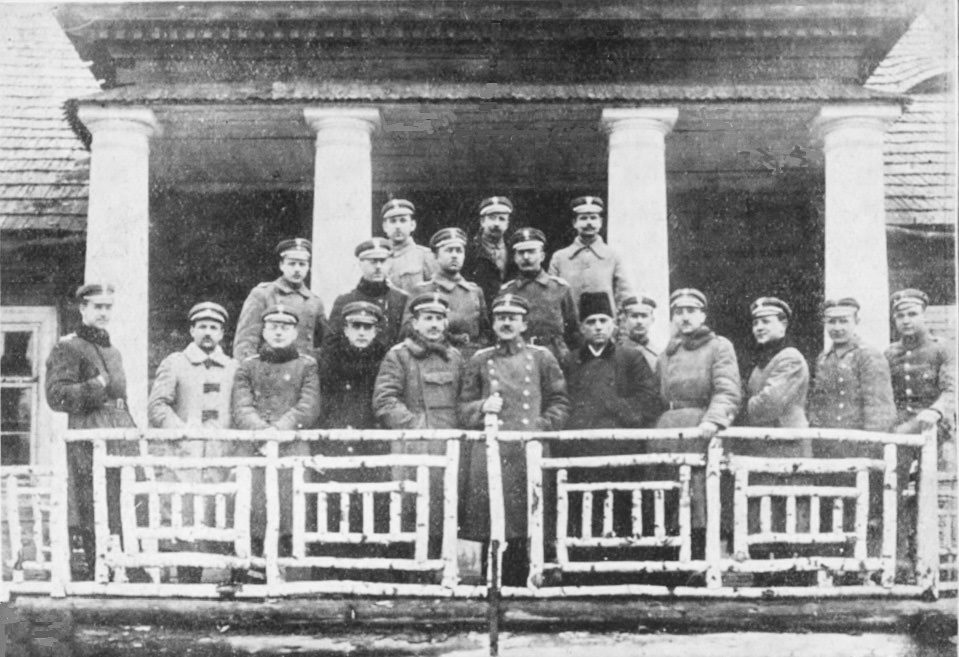
Oficerowie II batalionu ze sztabem Wileńskiego Pułku Strzelców

Obszar Lepla miał duże znaczenie strategiczne dla obu walczących stron. Tędy biegł szlak prowadzący na tak zwaną Bramę Smoleńską i dalej na Moskwę oraz drogi na Newel i Rżew. 29 września 1919 Lepel opanowała grupa ppłk. Bolesława Kraupy w składzie 13. i I/33 pułki piechoty. 27 września dowódca grupy zarządził atak na Lepel. 2 i 3 kompania 13 pułku piechoty otrzymały rozkaz oskrzydlenia nieprzyjaciela, a dwie kompanie 35 pp, wsparte plutonem 6/8 pułku artylerii polowej ppor. Józefa Derewojeda, miały wykonać atak frontalny. Skrzydłowy atak prowadzony przez kpt. Feliksa Frankowskiego uzyskał powodzenie i nieprzyjaciel opuścił Lepel, a następnego dnia został odrzucony dalej na wschód. 
W połowie października Sowieci przeszli do natarcia, a 8 Dywizja Piechoty została zmuszona do odwrotu na linię Auty. Nieprzyjaciel obszedł Lepel i w Osietyszczach zmusił kompanię 33 pułku piechoty do wycofania się. Dla jej wzmocnienia wysłano 5/13 pułku piechoty. Nie doszła ona jednak do Osietyszcz, gdyż już w Miedwiedówce stoczyła walkę z nieprzyjacielem i zmuszona została do odwrotu na Pyszno. Jednocześnie nieprzyjaciel zaatakował 3. i 7 kompanię 13 pp w okolicy Zatyklasie i Staje i obie odrzucił również w kierunku na Pyszno.
16 października Sowieci zajęli Pyszno, a polskim pododdziałom zgrupowanym w Leplu groziło okrążenie. Nie mogły się już one wycofać na zachód w stronę Berezyny. Po zajęciu Osietyszcz nieprzyjaciel zamknął też drogę odwrotu od południa. Jedyną drogą odwrotu, jaka pozostawała, był trakt północno-wschodni, prowadzący z Lepla na Kamień i Woroń. W tym też dniu do Lepla przybył dowódca grupy ppłk Bolesław Kraupa i nakazał odwrót na Kamień. 13 pułk piechoty, wzmocniony 6 baterią 8 pułku artylerii polowej, opuścił miasto. Wraz z nim swoje domostwa opuszczała ludność cywilna, bojąc się zemsty bolszewików. 
Marsz do Woronia odbył się bez przeszkód, ale okazało się, że w okolicy tej nie było żadnych polskich oddziałów. Wobec takiego stanu rzeczy dowódca grupy postanowił wrócić i siłą utorować sobie drogę do Berezyny przez Pyszno. Po drodze, na wysokości Antonówki, silny oddział sowiecki zamknął drogę Polakom, lecz po krótkiej walce został odrzucony. Kolejną walkę stoczono w okolicach Pyszna. Pod Pysznem Polacy odrzucili trzy bataliony sowieckie próbujące odciąć im odwrót i wycofali się za Berezynę.
17 października, po nieudanej akcji odzyskania Lepla, oddziały polskie rozpoczęły odwrót na tak zwaną drugą linię obronną Uhły – Świada – Ziabki. W czasie działań odwrotowych miejscowa ludność, a szczególnie mieszkańcy Staj i Małego Półświża, była bardzo wrogo nastawiona do polskiego wojska. Zdarzały się przypadki, że rannych żołnierzy polskich dobijano i obdzierano z ubrań
Działania wojenne w listopadzie 1919

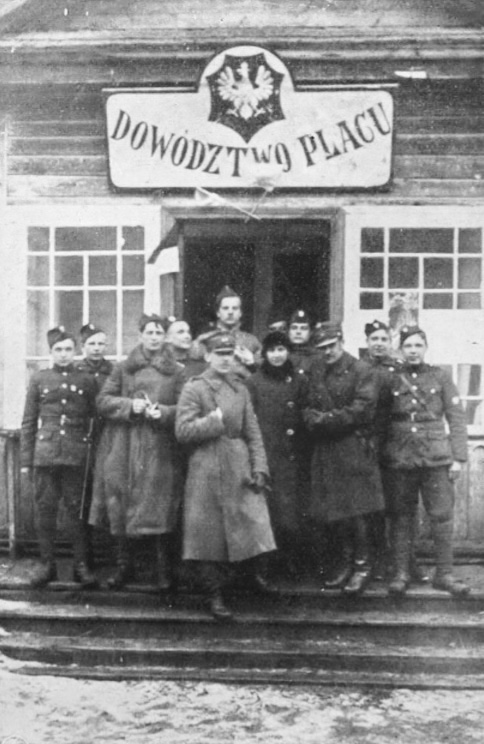
Dowództwo placu w Leplu

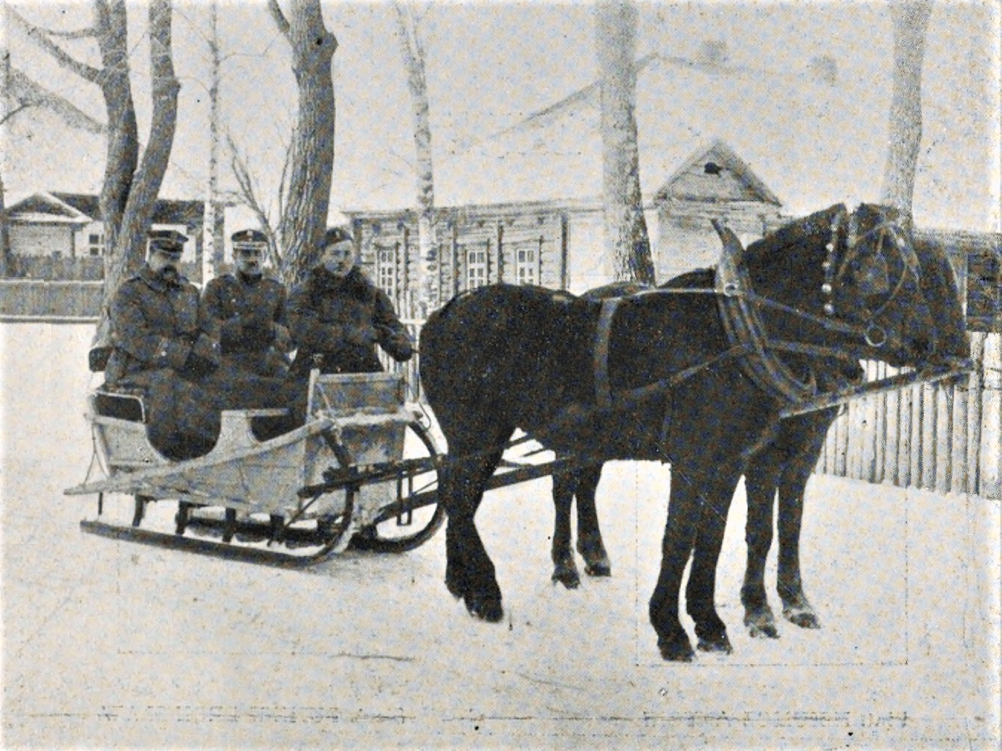
Mjr. St. Bobiatyński i kpt. Ryszard Downar-Zapolski w zimie 1919 w Leplu

Wobec trudnego położenia 8 Dywizji Piechoty atakowanej przez oddziały sowieckich 11., 52., 17. i 53 Dywizji Strzelców, w trzeciej dekadzie października wycofano znad Berezyny i Ptyczy 1 Dywizję Litewsko-Białoruską i skierowano ją na pomoc ciężko walczącej 8 Dywizji Piechoty. Jej zadaniem było rozbicie wojsk nieprzyjaciela działających między Połockiem i Leplem oraz odrzucenie ich za Ułłę i Dźwinę.
3  listopada  ruszyło polskie natarcie. Grupa południowa płk. Władysława Bejnara, w składzie wileński pułk strzelców, I batalion grodzieńskiego pułku strzelców i jedna bateria 10 pułku artylerii polowej, sforsowała Berezynę pod Mościszczem, przełamała obronę sowieckiego 461 pułku strzelców i rozwijała natarcie na Osietyszcze - Horodek - Lepel. Grupa północna płk. Bolesława Kraupy, w składzie dwa bataliony 13 pułku piechoty, miński pułk strzelców i dwie baterie 10 pułku artylerii polowej, maszerowała dwiema kolumnami przez Kadubiszcze - Pyszno na Stary Lepel, oraz przez Czernicę na Woroń - Kamień. 4 listopada grupa północna opanowała Uszacz i, nacierając dalej, do 8 listopada wyrzuciła Sowietów za Dźwinę. Także grupa południowa odniosła sukces.
5 listopada Wileński pułk strzelców mjr. Stanisława Bobiatyńskiego, wzmocniony batalionem grodzieńskiego ps, opanował Horodek i podszedł do Lepla. Miejscowości broniły 460 i 463 pułki strzelców, a wspierały je ogniowo dwie baterie artylerii. Pierwsze natarcie I/wileńskiego ps załamało się w ogniu oddziałów 52 DS. Na dodatek z pobliskiego Kamienia w kierunku Lepla maszerował silny oddział 17 Dywizji Strzelców. Uderzył on na I batalion spychając go do wsi Staje. Wtedy mjr Bobiatyński wprowadził do walki odwodowy batalion grodzieński por. Jerzego Dąbrowskiego. Kompanie obu batalionów, w przeprowadzonym z wielkim impetem kontrataku, rozbiły nieprzyjaciela pod Stajami i uchwyciły mosty na Jessie. 
Równocześnie II/wileńskiego ps por. Jana Dąbrowskiego opanował przeprawę we wsi Śluzy i zagroził Leplowi od południa. Około 17.00 Lepel został opanowany, ale nieprzyjaciel kontratakował i walki uliczne trwały aż do nocy. W walkach tych wyróżnił się por. Feliks Oreluk, który zgrupował wokół siebie strzelców grodzieńskich i wileńskich i zaciekle bronił miasta. W nocy w mieście kwaterowały dwa bataliony wileńskiego pułku i jeden mińskiego oraz dwie baterie, a I/grodzieńskiego ps wysunął się do przodu i o świcie 6 listopada zdobył Półświż. W walkach o Lepel oddziały polskie straciły 75 żołnierzy. Wzięto do niewoli około 150 jeńców i zdobyto dwa ckm-y.
13 listopada na stanowiska Wileńskiego pułku strzelców rozmieszczone w Leplu uderzyły dwie brygady 52 Dywizji Strzelców. Przez cztery dni czerwonoarmiści bezskutecznie próbowali przełamać twardą polską obronę grupy płk. Bejnara.